# Phaedotrogus ceylonicus
Phaedotrogus ceylonicus là một loài bọ cánh cứng trong họ Bọ hung (Scarabaeidae).